# Castillo de Berlanga de Duero

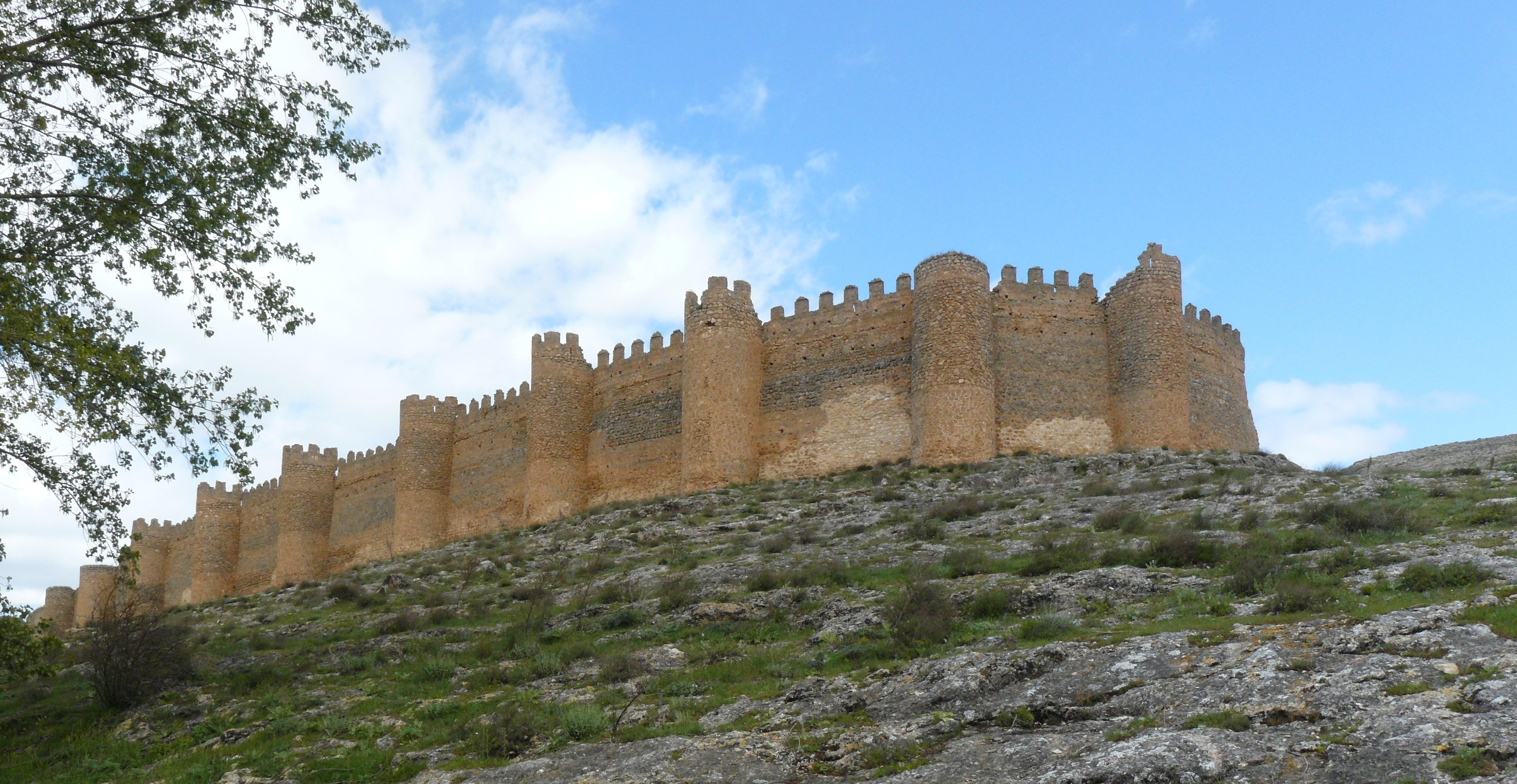
Burg von Berlanga de Duero

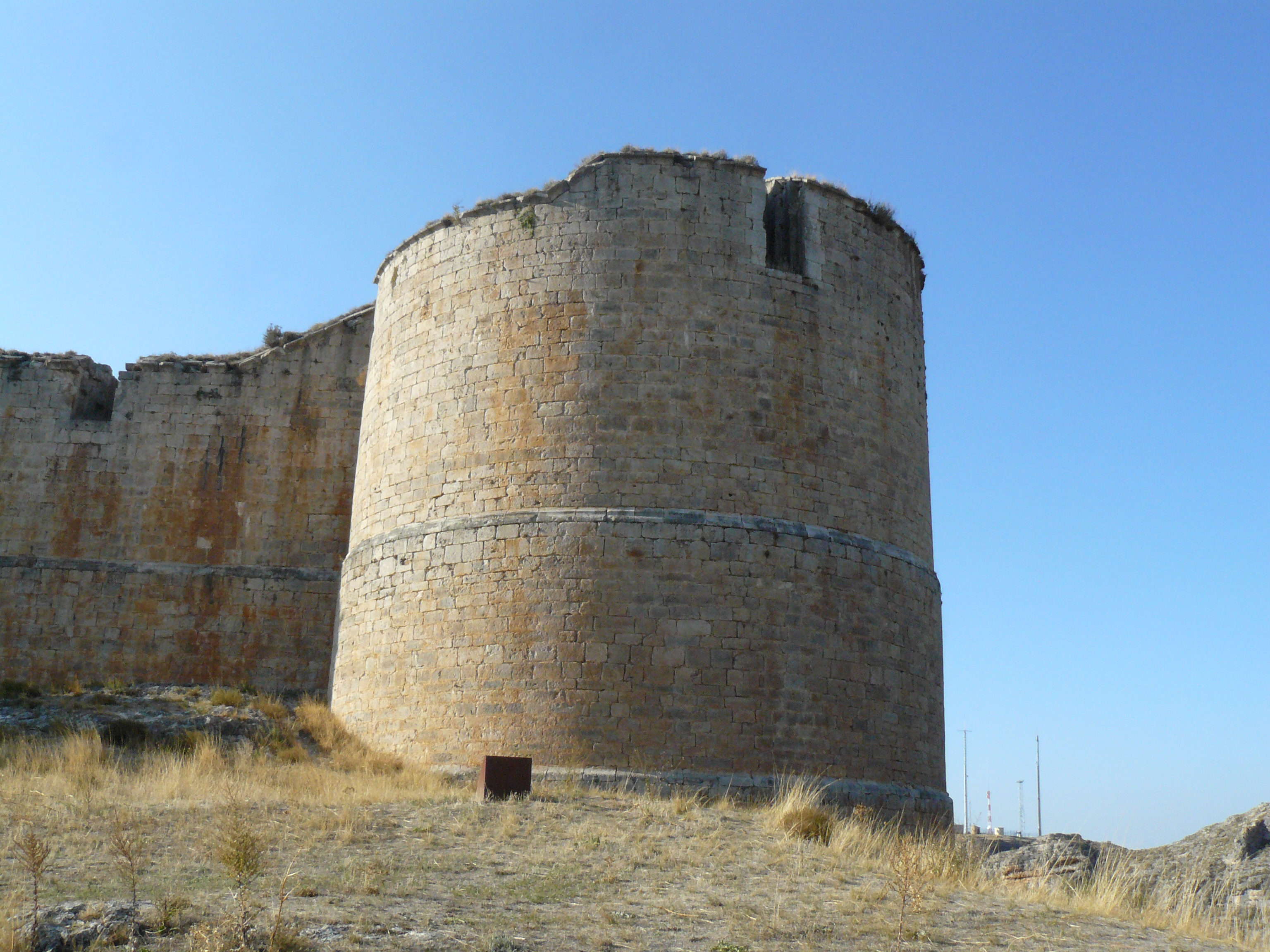
Eckturm

Das Castillo de Berlanga de Duero ist eine Burg in Berlanga de Duero, die im Mittelalter errichtet wurde. Die Burg liegt in der spanischen Provinz Soria der Autonomen Region Kastilien und León. Die Burg, auf einem langgestreckten Bergrücken, ist ein geschütztes Baudenkmal (Bien de Interés Cultural).

## Geschichte und Beschreibung
Die Burg am Rande einer tiefen Schlucht sicherte die Verkehrswege am Duero des Königreichs Kastilien. Der älteste Teil der Anlage geht auf eine arabische Festung zurück. Die heute noch erhaltene quadratische Palastburg stammt aus dem 16. Jahrhundert. Sie ist mit runden Ecktürmen bewehrt und besitzt Schießscharten für Geschütze. Ab dem Jahr 2019 wurde die Burg für gut eine Million Euro restauriert und für die Öffentlichkeit zugänglich gemacht.